# 陈质枫
陈质枫（1950年3月—），男，天津人，中华人民共和国政治人物，曾任天津市人民政府副市长，天津市政协副主席、党组成员。

## 生平
年轻时在内蒙古自治区乌兰察布盟、天津市西郊区插队。1972年3月加入中国共产党。曾在解放军五一一五七部队服役。1983年毕业于天津大学工业管理工程系建筑管理工程干部专修科。后历任天津市自来水工程公司副经理、代经理、经理、党委书记，市青联副主席，天津市城建委副主任，天津市人民政府副秘书长，市规划设计管理局（市土地管理局）局长、党委副书记，滨海新区办公室主任。2003年1月，当选天津市人民政府副市长。2008年1月，当选天津市政协副主席。
2018年8月7日，中央纪委国家监委网站发布通报，陈质枫因严重违纪受到留党察看二年处分，按副厅级确定其退休待遇。通报称其违反中央八项规定精神和廉洁纪律，在党的十八大后，仍多次违规打高尔夫球；违反工作纪律，违规决策、审批项目，造成国有权益巨额损失。